# Montegalda
Montegalda är en ort och kommun i provinsen Vicenza i regionen Veneto i Italien. Kommunen hade 3 433 invånare (2018).